# Mister T (Fernsehserie)
Mister T ist eine US-amerikanische Zeichentrickserie, die von 1983 bis 1984 produziert wurde und von Mr. T handelt.

## Handlung und Stil
Jede Folge fängt damit an, dass Mr. T als Trainer einer Gymnastikgruppe um die Welt reist, wobei sie in unterschiedliche Abenteuer verwickelt werden, die sie lösen müssen. Am Anfang jeder Episode erklärt Mr. T dabei, was alles zu erwarten sei und am Ende jeder Episode fasst er das Abenteuer moralisch zusammen, indem er Kinder über Drogen, Gewalt und andere Probleme aufklärt.

## Charaktere
- Mr. T – Der Trainer des Gymnastikteams
- Ms. Priscilla Bisby (Takayo Fischer) – Die Fahrerin des Teams, die Mysteryromane liebt
- Jeff Harris (Shawn Lieber) – Der „Gangster“ des Teams mit einem übergroßen Ego
- Woody Daniels (Phil LaMarr) – Der afroamerikanische Turner und Rivale von Jeff
- Robin O’Neill (Amy Linker) – Ein wunderschönes, blauäugiges, rothaariges Mädchen, das sich spontan in jede neue Situation stürzt
- Kim Nakamura (Siu Ming Carson) – Eine Japanerin, Tochter eines Wissenschaftlers, welches über ein nützliches Fotografisches Gedächtnis verfügt
- Spike O’Neill (Teddy Field III) – Robins kleiner Bruder, der Mr. T bewundert
- Skye Redfern – Ein indianischer Turner, dessen Großvater wegen eines Verbrechens beschuldigt wird
- Garcia Lopez – Ein Latino, dessen großer Bruder Miguel ein Archäologe ist
- Vince D’Amato – Ein Italo-Amerikaner, der davon träumt ein großer Filmstar zu werden
- Courtney Howard – Ein afroamerikanisches Mädchen, dessen Vater Major beim Militär ist
- Grant Kline – Ein Ex-Bandenmitglied, welcher dank Jeff sein Leben geändert hat
- Bulldozer – Mr. Ts Bulldogge, der einen ähnlichen Irokesenschnitt hat

## Episodenliste
| Nummer (gesamt) | Nummer (Staffel) | Originaltitel                         | Deutscher Titel                            | Erstausstrahlung (NBC) | Erstausstrahlung (RTLplus) |
| 01              | 01               | Mystery of the Golden Medallions      | Das Geheimnis der goldenen Medaillons      | 17. September 1983     |                            |
| 02              | 02               | Mystery of the Forbidden Monastery    | Das Geheimnis des alten Klosters           | 24. September 1983     |                            |
| 03              | 03               | Mystery of the Mind-Thieves           | Das Geheimnis der Gedankendiebe            | 1. Oktober 1983        |                            |
| 04              | 04               | Mystery on the Rocky Mountain Express | Das Geheimnis des Rocky Mountain Express   | 8. Oktober 1983        |                            |
| 05              | 05               | The Hundred-Year-Old Mystery          | Das Geheimnis des Grabes von Elija Jackson | 15. Oktober 1983       |                            |
| 06              | 06               | The Crossword Mystery                 | Das Geheimnis des Kreuzworträtsels         | 22. Oktober 1983       |                            |
| 07              | 07               | The Ninja Mystery                     | Das Geheimnis der Ninja                    | 29. Oktober 1983       |                            |
| 08              | 08               | Dilemma of the Double-Edged Dagger    | Das Geheimnis der Azteken                  | 5. November 1983       |                            |
| 09              | 09               | Secret of the Spectral Sister         | Das Geheimnis der spukenden Schwestern     | 12. November 1983      |                            |
| 10              | 10               | Mystery of the Silver Swan            | Das Geheimnis des Silberschwans            | 19. November 1983      |                            |
| 11              | 11               | Case of the Casino Caper              | Das Geheimnis des Panzers                  | 26. November 1983      |                            |
| 12              | 12               | Fade Out at 50,000 Feet               | Das Geheimnis in 5000 Meter Höhe           | 3. Dezember 1983       |                            |
| 13              | 13               | Riddle of the Runaway Wheels          | Das Geheimnis des Superautos               | 10. Dezember 1983      |                            |

| Nummer (gesamt) | Nummer (Staffel) | Originaltitel                     | Deutscher Titel                          | Erstausstrahlung (FX) | Deutsche Erstausstrahlung |
| 14              | 01               | Mystery in Paradise               | Das Geheimnis im Paradies                | 8. September 1984     |                           |
| 15              | 02               | Mystery of the Black Box          | Das Geheimnis des mysteriösen Kastens    | 15. September 1984    |                           |
| 16              | 03               | Mystery of the Panthermen         | Das Geheimnis der Pantherlegende         | 22. September 1984    |                           |
| 17              | 04               | Mystery of the Ghost Fleet        | Das Geheimnis der Geisterflotte          | 29. September 1984    |                           |
| 18              | 05               | Mystery of the Ancient Ancestor   | Das Geheimnis des alten Indianers        | 6. Oktober 1984       |                           |
| 19              | 06               | Magical Mardi Gras Mystery        | Das Geheimnis des verdächtigen Zauberers | 13. Oktober 1984      |                           |
| 20              | 07               | Mystery of the Disappearing Oasis | Das Geheimnis um einen magischen Rubin   | 20. Oktober 1984      |                           |
| 21              | 08               | Fortune Cookie Caper              | Das Geheimnis im Glückskeks              | 27. Oktober 1984      |                           |
| 22              | 09               | U.F.O. Mystery                    | Das Geheimnis des Ufos                   | 3. November 1984      |                           |
| 23              | 10               | Mystery of the Stranger           | Das Geheimnis des Fremden                | 10. November 1984     |                           |
| 24              | 11               | Cape Cod Mystery                  | Das Geheimnis von Cape Cod               | 17. November 1984     |                           |
| 25              | 12               | The Williamsburg Mystery          | Das Geheimnis von Williamsburg           | 24. November 1984     |                           |
| 26              | 13               | Mission of Mercy                  | Das Geheimnis der Hungersnot             | 1. Dezember 1984      |                           |
| 27              | 14               | Mystery of the Open Crates        | Das Geheimnis der gleichen Kisten        | 8. Dezember 1984      |                           |
| 28              | 15               | The Playtown Mystery              | Das Geheimnis der Comicfiguren           | 15. Dezember 1984     |                           |
| 29              | 16               | The Comeback Mystery              | Das Geheimnis der falschen Freunde       | 22. Dezember 1984     |                           |
| 30              | 17               | The Cape Kennedy Caper            | Das Geheimnis von Cap Kennedy            | 29. Dezember 1984     |                           |